# Nikola Jovanović (taekwondo)
Nikola Jovanović –en serbio, Никола Јовановић– (26 de enero de 1990) es un deportista serbio que compitió en taekwondo. Ganó una medalla de plata en el Campeonato Europeo de Taekwondo de 2010, en la categoría de –63 kg.

## Palmarés internacional
| Campeonato Europeo | Campeonato Europeo      | Campeonato Europeo | Campeonato Europeo |
| Año                | Lugar                   | Medalla            | Categoría          |
| ------------------ | ----------------------- | ------------------ | ------------------ |
| 2010               | San Petersburgo (Rusia) | Medalla de plata   | –63 kg             |